# Куленко Яків Михайлович
Я́ків Миха́йлович Куле́нко (нар. 28 серпня 1941, Сподахи, Вінницька обл.) — український скульптор. Член Національної спілки художників України (1982).

## Життєпис
Народився Яків Куленко 28 серпня 1941 року у селі Сподахи Немирівського району Вінницької області. 
У 1962 році закінчив Дніпропетровське художнє училище. У 1971 році закінчив Київський державний художній інститут, скульптурний факультет. Педагоги: М. Г. Лисенко, М. К. Вронський, І. В. Макогон. 
Працює у галузі монументальної та станкової скульптури.

## Основні твори
Меморіал слави у Вінніці (1985).
Пам'ятники – М. Козицькому (1980, Вінниця),  односельцям, полеглим у роки 2-ї світ. війни (2007). 
Меморіальна дошка підпільнику І. Войцехівському (1985, середня школа № 8, Вінниця).
Скульптурні композиції – «А мати жде» (1985), «Два берега» (1986, м. Ямпіль), «Екологічний мотив» (1990), «Курличуть в небі журавлі…» (2006).
Погруддя В. Городецького (2006, співавторство; м. Немирів).
Пам'ятний знак жертвам голодомору 1932–33 років (2008, м. Шаргород).

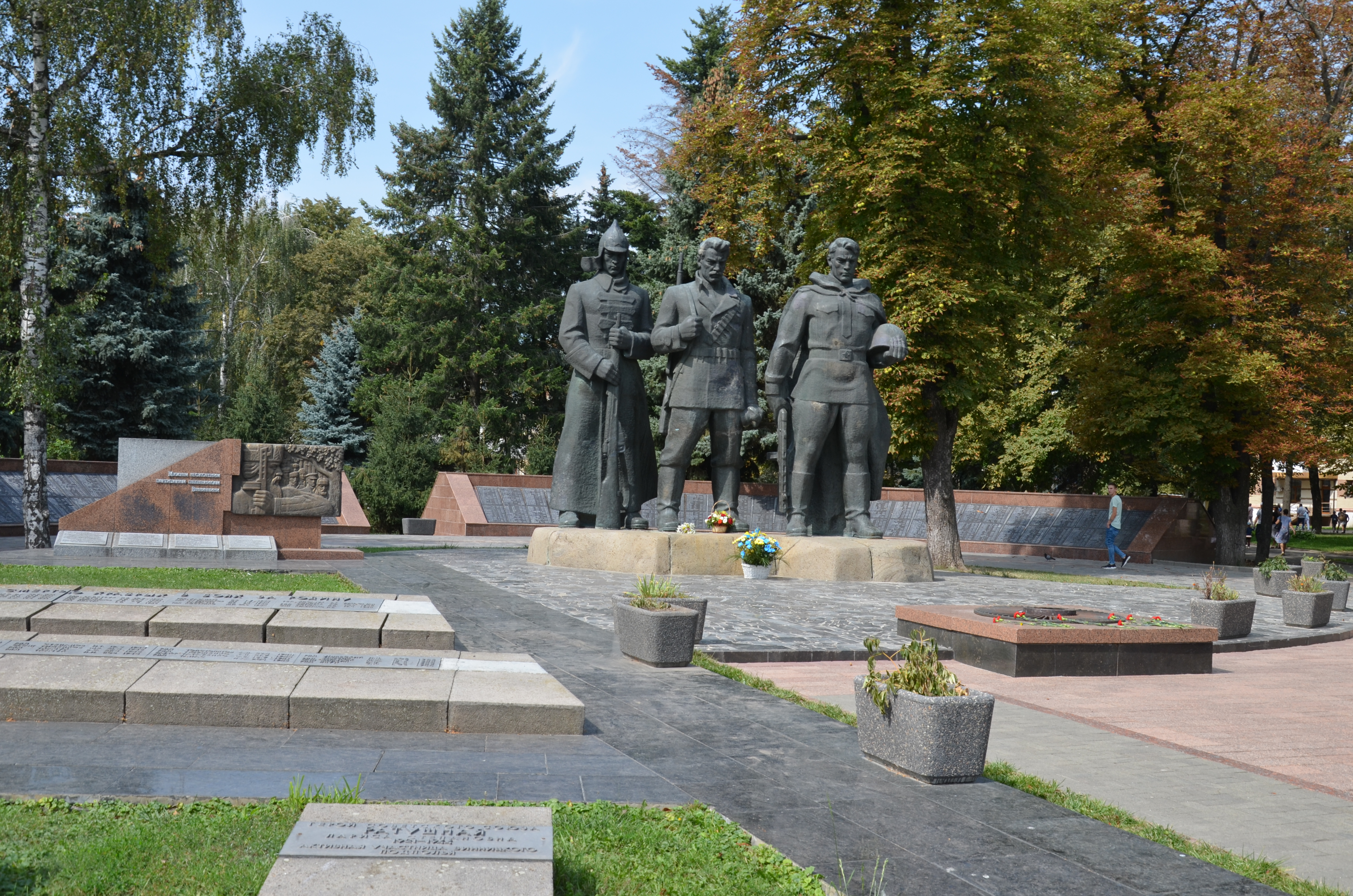
Меморіал Слави у Вінниці

## Виставки
Учасник обласних та республіканських виставок з 1971 року. Учасник всеукраїнських симпозіумів по скульптурі. 
Персональна виставка відбулась у Вінниці (2011).